# Opoczno (gmina)
Pour les articles homonymes, voir Opoczno (homonymie).
Opoczno est une gmina (commune) mixte ou urbaine-rurale (gmina miejsko-wiejska) du powiat d'Opoczno, dans la Voïvodie de Łódź, dans le centre de la Pologne.
Son siège administratif (chef-lieu) est la ville d'Opoczno, qui se situe environ 72 kilomètres au sud-est de la capitale régionale Łódź (capitale de la voïvodie).
La gmina couvre une superficie de 190,45 km2 pour une population de 35 418 habitants en 2006, donc 22 708 habitants pour la ville d'Opoczno et 12 710 habitants pour la partie rurale.

## Géographie
Outre la ville d'Opoczno, la gmina inclut les villages et localités de :
- Adamów
- Antoniów
- Bielowice
- Brzuśnia
- Brzustówek
- Brzustówek-Kolonia
- Bukowiec Opoczyński
- Dzielna
- Janów Karwicki
- Januszewice
- Karwice
- Kliny
- Kraśnica
- Kraszków
- Kruszewiec
- Kruszewiec-Kolonia
- Libiszów
- Libiszów-Kolonia
- Międzybórz
- Modrzew
- Modrzewek
- Mroczków Gościnny
- Ogonowice
- Ostrów
- Różanna
- Sielec
- Sitowa
- Sobawiny
- Stużno
- Stużno-Kolonia
- Wola Załężna
- Wólka Karwicka
- Wólka Karwicka-Kolonia
- Wygnanów
- Zameczek
- Ziębów

### Gminy voisines
La gmina d'Opoczno est voisine des gminy suivantes :
- Białaczów
- Drzewica
- Gielniów
- Gowarczów
- Inowłódz
- Poświętne
- Sławno

## Administration
De 1975 à 1998, le village était attaché administrativement à l'ancienne voïvodie de Piotrków.

Depuis 1999, il fait partie de la nouvelle voïvodie de Łódź.

## Structure du terrain
D'après les données de 2007, la superficie de la commune d'Opoczno est de 190,45 kilomètres carrés, répartis comme telle :
- terres agricoles : 69 %
- forêts : 19 %

La commune représente 18,33 % de la superficie du powiat.

## Démographie
Données du 31 décembre 2007 :
| Description        | Total  | Total | Femmes | Femmes | Hommes | Hommes |
| ------------------ | ------ | ----- | ------ | ------ | ------ | ------ |
| Unité              | Nombre | %     | Nombre | %      | Nombre | %      |
| Population         | 35 461 | 100   | 17 957 | 50,6   | 17 504 | 49,4   |
| Densité (hab./km²) | 186    | 186   | 94     | 94     | 92     | 92     |